# Скат (гірництво)
Скат (рос. скат, англ. slope, descent; нім. Rollloch n) — похила підземна гірнича виробка, яка не має безпосереднього виходу на земну поверхню і призначена для спуску гірничої маси під дією власної ваги. Транспортними засобами не обладнується. Може мати (рідко) ходові відділення для переміщення людей. Як і всі гірничі виробки, використовується для вентиляції.
Скат проходять на родовищах, кут спаду яких достатній, щоб забезпечити рух корисних копалин самопливом.